# Банмо
Банмо́ (бирм. ဗန်းမော်) — город в штате Качин в Мьянме, находится на 186 км к югу от столицы штата города Мьичина. Город расположен на реке Иравади, это ближайший речной порт к Китайской территории.
Население состоит преимущественно из китайцев и шанов, выше в горах обитают качины.

## История
До 1935 город был самым высоким речным портом по реке Иравади, и к нему сходились караванные тропы из Индии и других частей Мьянмы для торговли с Китаем, по этим тропам, в частности, в Китай ввозился нефрит.
Во время конфликтов с Китаем китайцы несколько раз занимали город.
Банмо был столицей одного из шанских государств Манмо. В пяти километрах от города остались руины древней городской стены.
Иностранцам проезд до Банмо по дорогам запрещён, раз в неделю сюда летает самолёт, а три раза в неделю до Банмо ходит речной теплоход.